# Tyspanodes flaviventer
Tyspanodes flaviventer là một loài bướm đêm trong họ Crambidae.